# 뱅자맹 멘디
뱅자맹 멘디(Benjamin Mendy, 1994년 7월 17일 ~ )는 프랑스의 축구 선수로 현재 리그 1의 FC 로리앙에서 레프트백으로 뛰고 있다

## 선수 경력

### 클럽
2010년 르아브르 AC에서 데뷔하여 2군에서는 리그 12경기를 소화했고 1군으로 승격한 후에는 2시즌간 공식전 64경기에 출전하며 2012-13 시즌 리그 2 6위의 성적에 공헌했다.
이후 2013-14 시즌을 앞두고 올랭피크 드 마르세유로 이적하여 공식전 101경기 3골을 기록하며 2015-16 프랑스컵 준우승에 기여했고 2015-16 시즌 종료 후 AS 모나코로 이적하여 엄청난 피지컬을 활용한 공격력을 바탕으로 리그 1 2016-17 우승, 2016-17 프랑스 리그컵 준우승, 2016-17 프랑스컵 4강, 2016-17년 UEFA 챔피언스리그 4강 진출 등에 기여했다.
그리고 이러한 활약을 기반으로 약 830억원의 이적료에 잉글랜드 프리미어리그 강호 맨체스터 시티로 이적하며 리그 3회 우승, EFL컵 2연패, 2018년 FA 커뮤니티 실드 우승, 2020-21년 UEFA 챔피언스리그 준우승 등에 일조했지만 극심한 연속 장기 부상 등으로 전성기 시절의 경기력을 회복하지 못한 채 벤치 신세를 면치 못했으며 2022-23 시즌을 끝으로 맨시티에서 방출당했다.

### 국가대표팀
2009년부터 2016년까지 프랑스 연령대별 대표팀에서 58경기를 소화하며 U-17 대표팀의 2011년 FIFA U-17 월드컵 8강 진출에 기여했고 이후 2017년 3월 25일 프랑스 성인대표팀 소속으로 룩셈부르크와의 2018년 FIFA 월드컵 유럽 지역 예선 A조 5차전에서 국제 A매치 데뷔전을 치렀다.
그리고 이듬해에 열린 2018년 FIFA 월드컵 본선에 참가하여 덴마크와의 C조 조별리그 최종전에 교체 출전한 것을 제외하고는 단 1경기도 출전하지 못했지만 팀의 20년만의 월드컵 우승의 기쁨을 함께 누렸다.

## 사건 사고

### 방역수칙 위반 논란
2021년 1월 맨체스터의 자택에서 자신의 여자친구, 가족, 친척, 요리사를 초대해 송년파티를 여는 등 방역수칙을 위반한 사실이 밝혀지면서 논란이 일었고 영국 일간지 더 선에 의해 그의 여자친구까지 알려졌다.

### 강간 및 성폭행 논란
2020년 10월부터 2021년 8월까지 16세 이상의 미성년자 3명에 대한 5건의 강간 및 성폭행 혐의로 2021년 8월 27일 영국 체셔에 위치한 80억원대 자신의 저택에서 현지 경찰에 긴급 체포되어 영국에서 수감자들 사이의 분위기가 가장 험악한 걸로 악명 높은 리버풀의 HMP알트코스 교도소의 시설인 'VP건물'에 수감되었다.
그런데 멘디는 VP건물이 VIP 건물인줄알고 좋아했지만 VP건물은 실제로는 악명높은 성범죄자 등의 범죄자들이 수감되어 있는 곳으로 알려져 있다.
이런 가운데 멘디의 보석 신청 소식이 전해졌으나 보석 신청이 기각되면서 결국 다음 재판이 열리는 9월 10일까지 철창 신세를 지게 된 것은 물론 소속팀인 맨시티로부터 출전 정지 처분을 받았으며 맨시티 측은 멘디의 체포 소식이 알려진 직후 성명을 낸 뒤 '법적 절차가 마무리될 때까지는 멘디의 성폭행 사건에 대해 함구하겠다'라는 입장을 밝혔다.
2023년 1월 13일 6건의 강간 혐의와 1건의 성폭행 혐의에 대해 무죄를 선고받았고 나머지 혐의에 대해서는 배심원들이 평결에 이르지 못해 6월 26일 재심이 열렸으며 2주 후 강간 혐의와 강간 미수 혐의에 대해 무죄를 선고받았다.

## 수상

#### AS 모나코
- 리그 1 : 우승 (2016-17)

#### 맨체스터 시티
- 프리미어리그 : 우승 (2017-18, 2018-19, 2020-21)
- EFL컵 : 우승 (2019-20, 2020-21)
- FA 커뮤니티 실드 : 우승 (2018)

#### 프랑스
- FIFA 월드컵 : 우승 (2018)

### 개인
- UNFP 리그 1 올해의 팀 : 2016-17
- 레지옹 도뇌르 훈장 : 2018